# Рейхель, Иоганн Готфрид
 Иоганн Готфрид Рейхель  (1727—1778) — профессор всеобщей истории и первый библиотекарь Московского университета, действительный член Собрания свободных искусств в Лейпциге, магистр словесных наук Московского и Лейпцигского университетов.

## Биография
Учился в Лейпцигском университете.
Был приглашён в Москву по рекомендации И. К. Готтшеда для занятия кафедры немецкого языка и красноречия в Императорском Московском университете. Прибыл вместе со своим товарищем Келльнером 21 июля 1757 года; на Келльнера было возложено преподавание всеобщей истории, а Рейхелю поручена немецкая словесность. В 1758 году по распоряжению куратора И. И. Шувалова звание «магистров Московского университета» получили лекторы иностранных языков Н. Папафило, В. Рауль, И. Г. Рейхель и Х. Г. Кёльнер. Первоначально у Рейхеля сложились недружелюбные отношения с ректором университетской гимназии Шаденом, но впоследствии они сгладились, так что Шаден в 1770 году назвал Рейхеля «своим искренним другом и почтеннейшим сотоварищем».
С самого начала службы Рейхелю была поручена должность заведующего университетской библиотекой. После смерти Келльнера в 1760 году, к Рейхелю перешла дополнительно и кафедра истории (универсальной, российской, древности и геральдики) философского факультета университета; в 1761 году Рейхель стал первым экстраординарным профессором в истории Московского университета; немецкую словесность через некоторое время стал читать Ф. Гёльтергоф. Для студентов, приходивших в библиотеку, Рейхель стал излагать историю литературы.
Древнюю историю он читал весьма кратко и торопился всегда к новому времени. К новой истории он присоединял статистическое обозрение европейских государств. В 1764—1765 академическом году он, став ординарным профессором, предпринял чтение курса статистического содержания, а в 1772—1773 году он впервые читал в течение целого года курс статистики, написав «Краткое руководство к познанию натурального, церковного, политического, экономического и учебного состояния некоторых знатнейших европейских государств» (М., 1775; переведена с латинского языка, слушавшим его лекции иеромонахом Аполлосом) и «Краткую историю о японском государстве» (1773; перепечатана в 1778 году под заглавием: «История о японском государстве»).
Князь И. М. Долгоруков говорил о нём: 

Никто так красноречиво не изъяснял её (историю); приятно было его слушать: ни одно слово не пропадало, ни одно событие не терялось; дар слова принадлежал ему в превосходстве.
В 1762 году Рейхель редактировал «Собрание лучших сочинений к распространению знания и к произведению удовольствия или смешанную библиотеку о разных физических, экономических, також до мануфактур и до коммерции принадлежащих вещах»; это издание, выходившее в течение одного года (4 выпуска), состояло из переводов студентов университета, между которых — имена Дениса и Павла Фонвизиных (здесь было напечатано известие о переводе Денисом Фонвизином романа аббата Террасона «Жизнь Сифа»).
На торжественных актах университета Рейхель произнёс несколько речей на латинском и немецком языках, некоторые из них были переведены его учениками на русский язык. Кроме того была известна речь Рейхеля «О начале и происшествии натурального богопочитания», получившая одобрение архиепископа Амвросия, в которой он протестовал против сочинения Д. С. Аничкова.
Рейхелем были переведены на немецкий язык «Догматы Христианские Православные Веры, в богословском учении предложенные и изъясненные Московской Академии Ректором, священного Богословия учителем, Архимандритом Феофилактом». Он издал при Университете в 1773 году под своим именем сочинение: «Grundlehren der christlichen Orthodoxen Religion, welche in seinen theologischen Vorlesungen vorgetragen und erkläret Se. Hochwürden der Archimandrit Theophylakt, Rector der Moskowischen Akademie und Lehrer der Theologie».
После смерти Рейхеля его ученик, учитель истории при университетской гимназии Михаил Падерин в 1788 году издал в переводе на русский язык записки лекций Рейхеля по истории, под заглавием: «История о знатнейших Европейских государствах, с кратким введением в древнюю историю, продолжающихся до нынешних времен».